# Linia kolejowa nr 90
Linia kolejowa nr 90 Zebrzydowice – Cieszyn – zelektryfikowana jednotorowa linia kolejowa o długości 16,520 km.

## Historia
Budowa linii kolejowej spowodowana była podziałem Śląska Cieszyńskiego. Projekt budowy linii powstał w 1925 roku, jednakże z braku funduszy linia kolejowa została otwarta 10 listopada 1934 roku. Po II wojnie światowej ruch pociągów pasażerskich z Cieszyna do stacji kolejowej Kaczyce został przywrócony 28 stycznia 1946; na odcinku do Zebrzydowic pociągi przywrócono 15 lutego 1947 roku. Elektryfikację linii ukończono 7 września 1983 roku. W latach 2018–2019 wyremontowano szlak kolejowy wraz z peronami.

## Przewozy pasażerskie
Na linii kolejowej kursują pociągi pasażerskie przewoźnika Koleje Śląskie, które połączenia przejęły od Przewozów Regionalnych w dniu 9 grudnia 2012 roku.